# Fritz Macho

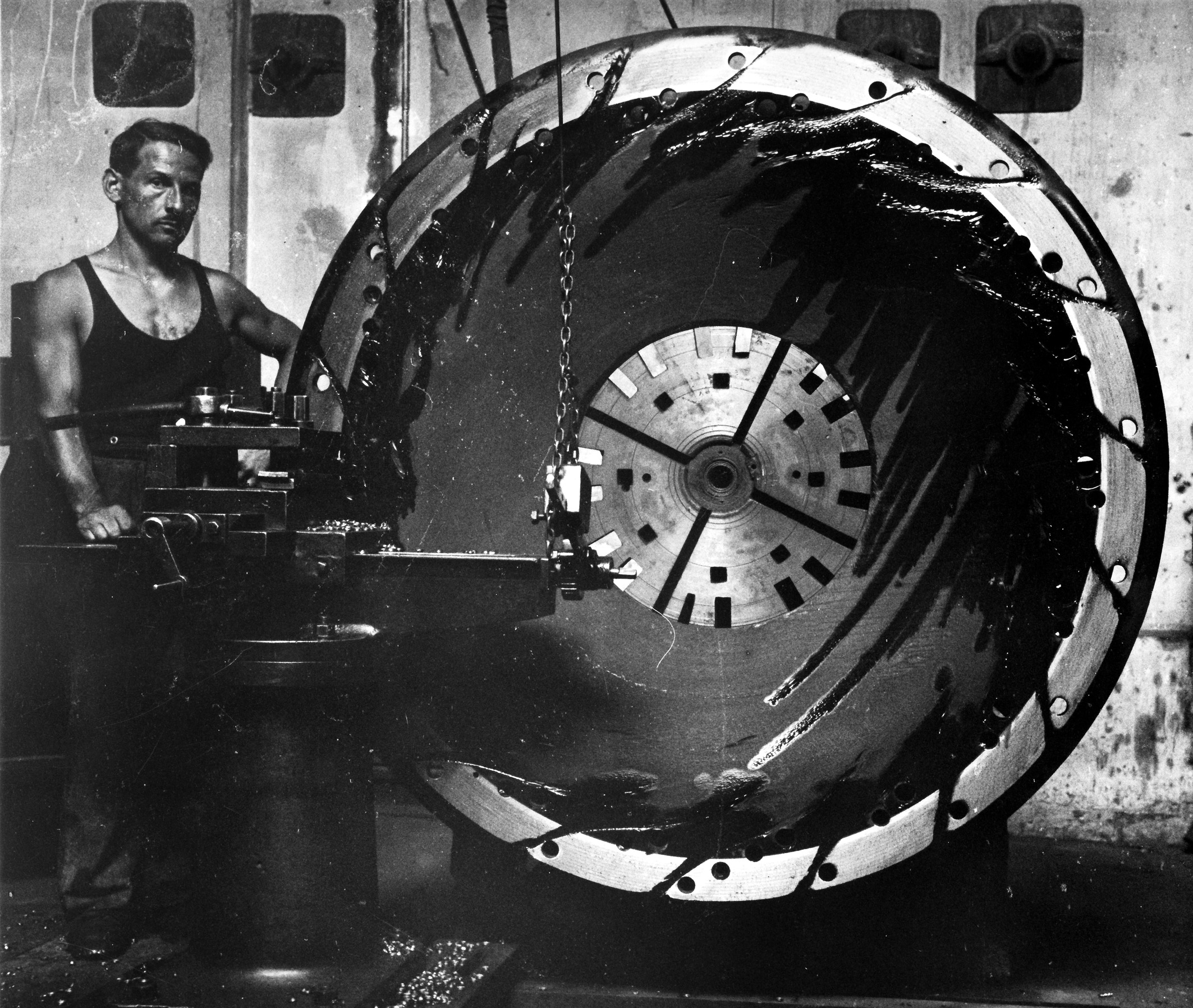
Macho Selbstporträt Alufabrik Lend

Fritz Macho (* 15. November 1899 in Lend; † 1974 ebenda) war ein österreichischer Fotograf.

## Vita
Macho wurde als Sohn eines Bäckers geboren, war ausgebildeter Schlosser und engagierter Sozialist. Im Ersten Weltkrieg kämpfte er in Italien und arbeitete danach 40 Jahre lang im Werk der Salzburger Aluminiumgesellschaft in Lend. Auch zum Zweiten Weltkrieg wurde er eingezogen, aber nur kurzfristig, da sein Betrieb als kriegswichtig galt. Macho war verheiratet und hatte zwei Kinder – ein Sohn fiel im Zweiten Weltkrieg. Er starb 1974 und liegt in Lend begraben.

## Fotografie
Fritz Macho erstand Ende der 1920er Jahre eine Plattenkamera und fotografierte damit hauptsächlich im Umkreis seines Heimatortes, des Salzburger Industrieortes Lend, den er zeitlebens kaum verließ. Machos Fotografie lässt sich in zwei Gruppen einteilen: einerseits die Landschafts- und Bergfotografie, andererseits das Porträtieren der Bewohner der Berge – der Sennen – und der Umgebung von Lend. Er war im betriebsinternen Fotoverein aktiv und gewann bei dessen Ausstellungen einige Preise. Seine historische Bedeutung ist die authentische Dokumentation der Leute seiner Zeit und Umgebung und deren Lebensumstände. Er fotografierte Menschen, denen er wohl sehr vertraut war, „bar jediglichen Innerlichkeitsgehabes“ und erreicht so, mit selbstgeschultem fotografischem Sehen „sozusagen naiv eine fortschrittliche Ästhetik“. Peter Rosei bemerkt: „Daß er diese Photos ‚überhaupt’ gemacht hat, ist das Bemerkenswerte für uns. Mit ihnen konnte er in seiner Umgebung keinen Eindruck machen.; sie interessierten niemand. So hat er sie auch selten öfter als einmal kopiert. Diese Photos hat er tatsächlich nur für sich selbst gemacht.“
Peter Weiermair stellt den „Arbeiterphotographen“ Macho in ästhetischen Zusammenhang mit Fotografen wie Dorothea Lange, Walker Evans, Lewis Hine und Jacob Riis, jedoch mit dem Unterschied, dass die Intention der Fotografien Machos unbekannt ist. Lange und Evans dokumentierten das amerikanische Bauernelend im Auftrag der Farm Security Administration, die Aufgabe der Bilder von Hine und Riis war die „soziale Anklage“. Macho fotografierte die Menschen als einer „ihrer“, sie sind „Bestandteil seines Lebenszusammenhanges“ – sein Ansatz ist vermutlich kein sozialkritischer. Gerade weil Macho so in das Leben der Landbevölkerung involviert schien, kritisiert Timm Starl die Einordnung als „Arbeiterfotograf“ und würde ihn eher als bäuerlichen Fotografen bezeichnen.
In Bezug auf einen Vortrag von John Szarkowski sieht Rüdiger Wischenbart in seiner Rezension des Buches Menschen am Land Fritz Macho als einen Fotografen, der das Medium seinem „exzentrischen und originären Genius“ nach verwendet und seine Bedeutung nicht in einer Eingliederung in den Formenkanon traditioneller Kunst sucht.

„Es ist ein Kennzeichen der Aufnahmen eines solchen erzählenden Fotografen, daß er seine Arbeit breit anlegt. Er benötigt eine Vielzahl von Standpunkten und Perspektiven, um sein Sujet darzustellen. Er drängt sich dem Betrachter nicht auf, sondern breitet sein Material vor ihm aus. Er unterwirft sich, wie Szarkowski sagte, insofern auch dem Medium, als er etwa die Möglichkeit aufgreift, in rascher Folge mehrere Varianten auszuprobieren. Er nimmt sein Motiv in Abwandlungen auf, ohne nachher auf einer bestimmten unter all den hergestellten Perspektiven als der ‚gültigen‘ zu beharren. Es beschneidet seine Aussage nicht wesentlich, wenn man ein einzelnes Element herausnimmt, wenn ein ‚Stilfehler‘ passiert, solange man die Grundstruktur seines Vorgehens, wie sie sich auch im Zusammenhang seiner Bilder manifestiert, intakt läßt.“

Wischenbart betont hier und in seiner Typisierung als „erzählendem“ Fotografen die Tendenz Machos seriell zu arbeiten, deren Darstellung in der Publikation „Menschen am Land“ zugunsten der Wirkung des Einzelbildes vernachlässigt worden sei.
Der fotografische Nachlass von Fritz Macho befindet sich im FOTOHOFarchiv.

## Ausstellungen
- 1981 – Bilder aus den Dreissiger Jahren. Fotohof, Salzburg.[9]
- 2021 – Fritz Macho revisited. FOTOHOF archiv[10]

Beteiligungen
- 2008 – Lichtspuren. Fotografien aus der Sammlung. Lentos, Linz[11]

## Monografie
- Fritz Macho. Menschen am Land. Photographiert von Fritz Macho in den dreißiger Jahren. mit Texten von Peter Rosei, O. P. Zier, Peter Weiermeier. Residenz Verlag. Salzburg, 1981. ISBN 3-7017-0276-4